# فريدي ستيل
فريدي ستيل (بالإنجليزية: Freddie Steele)‏ مواليد 18 ديسمبر 1912 في سياتل - الوفاة 22 أغسطس 1984، كان ملاكم أمريكي سابق صنّف ضمن فئة الوزن المتوسط.

## إحصائيات
خاض خلال مسيرته 142 نزالا، فاز في 125 وتعادل في 1 وخسر في 5. فاز بالضربة القاضية في 60 نزالا.

## روابط خارجية
- فريدي ستيل على موقع IMDb (الإنجليزية)
- فريدي ستيل على موقع أول موفي (الإنجليزية)
- فريدي ستيل على موقع قاعدة بيانات الأفلام السويدية (السويدية)
- فريدي ستيل على موقع قاعدة بيانات الفيلم (الإنجليزية)
- فريدي ستيل على موقع كينوبويسك (الروسية)
- فريدي ستيل على موقع بوكس ريك (الإنجليزية) (registration required)